# Pat O'Brien
Patrick Q. O'Brien, poznat i kao Pat O'Brien (Kentucky, 15. prosinca 1965.), američki je gitarist i glazbenik. Najpoznatiji je kao gitarist death metal-sastava Cannibal Corpse. Pridružio mu se 1997. i u njemu je svirao sve do 2020. godine. Također je bio član skupine Nevermore. U travnju 2011. nastupao je s članovima thrash metal-sastava Slayer.
Dana 10. prosinca 2018. izrečena mu je zatvorska kazna zbog provale u stan i napad, a 16. ožujka 2021. kazna 150 sati rada za opće dobro te je morao platiti 23 793,45 dolara kazne. U Cannibal Corpseu zamijenio ga je Erik Rutan iz sastava Hate Eternal.

## Diskografija
Cannibal Corpse (1997. – 2020.)
- Gallery of Suicide (1998.)
- Bloodthirst (1999.)
- Sacrifice / Confessions (2000., EP)
- Live Cannibalism (2000., koncertni album)
- Gore Obsessed (2002.)
- Worm Infested (2003., EP)
- 15 Year Killing Spree (2003., kompliacijski album)
- The Wretched Spawn (2004.)
- Kill (2006.)
- Evisceration Plague (2009.)
- Global Evisceration (2011., koncertni album)
- Torture (2012.)
- Torturing and Eviscerating Live (2013., koncertni album)
- A Skeletal Domain (2014.)
- Red Before Black (2017.)

Nevermore (1994. – 1996.)
- The Politics of Ecstasy (1996.)